# Gabriel Mann
Gabriel Mann (Gabriel Wilhoit Amis Mick) é um ator e modelo americano, mais conhecido por seu papel como Nolan Ross na famosa série dramática Revenge. Ele também co-estrelou vários filmes, incluindo The Life of David Gale e The Bourne Supremacy.

## Vida e carreira
Filho de Alice Jo (née Amis), uma advogada, e Stephen Smith Mick, professor de sociologia, Mann começou sua carreira como modelo de passarela profissional.
Em 1995, ele começou a atuar em filmes, onde foi creditado pela primeira vez como Mick Gabriel, filmes como Parallel Sons e Stonewall

## Filmografia

### Filmes
| Ano  | Título                            | Papel                             | Nota           |
| ---- | --------------------------------- | --------------------------------- | -------------- |
| 1995 | Parallel Sons                     | Seth Carlson                      |                |
| 1995 | Stonewall                         | Rioter (como Gabriel Mick)        |                |
| 1996 | I Shot Andy Warhol                | Clean Cut Boy (como Gabriel Mick) |                |
| 1996 | Harvest of Fire                   | John Beiler (como Gabriel Mick)   |                |
| 1997 | Heart Full of Rain                | Jacob Dockett                     |                |
| 1998 | How to Make the Cruelest Month    | Leonard Crane                     |                |
| 1998 | High Art                          | James                             |                |
| 1998 | Great Expectations                | Owen (como Gabriel Mick)          |                |
| 1998 | Claudine's Return                 | Kenneth                           |                |
| 1999 | No Vacancy                        | Michael                           |                |
| 1999 | Dying to Live                     | Matthew 'Matt' Jannett            |                |
| 1999 | American Virgin                   | Brian                             |                |
| 1999 | Outside Providence                | Jack Wheeler                      |                |
| 2000 | Cherry Falls                      | Kenny Ascott                      |                |
| 2001 | Things Behind the Sun             | Owen                              |                |
| 2001 | Josie and the Pussycats           | Alan M.                           |                |
| 2001 | Summer Catch                      | Auggie Mulligan                   |                |
| 2001 | New Port South                    | Wilson                            |                |
| 2001 | Buffalo Soldiers                  | Pfc. Brian Knoll                  |                |
| 2002 | Abandon                           | Harrison Hobart                   |                |
| 2002 | The Bourne Identity               | Zorn                              |                |
| 2003 | The Life of David Gale            | Zack Stemmons                     |                |
| 2004 | Sleep Easy, Hutch Rimes           | Jesse Proudfit                    |                |
| 2004 | The Bourne Supremacy              | Danny Zorn                        |                |
| 2004 | Drum                              | Jurgen Schadeberg                 |                |
| 2005 | Dominion: Prequel to the Exorcist | Father Francis                    |                |
| 2005 | A Lot Like Love                   | Peter                             |                |
| 2005 | Don't Come Knocking               | Earl                              |                |
| 2005 | The Big Empty                     | The Thoughtful Man                | Curta-metragem |
| 2005 | Born Killers                      | Michael                           |                |
| 2006 | Valley of the Heart's Delight     | Jack Pacheco                      |                |
| 2008 | Demption                          | Paul                              | Curta-metragem |
| 2008 | The Ramen Girl                    | Ethan                             |                |
| 2008 | 80 Minutes                        | Alex North                        |                |
| 2008 | Dark Streets                      | Chaz                              |                |
| 2008 | The Rainbow Tribe                 | Mr. Murray                        |                |
| 2008 | The Coverup                       | Stu Pepper                        |                |
| 2010 | Psych:9                           | Cole Hanniger                     |                |
| 2011 | Fake                              | Daniel Jakor                      |                |
| 2013 | Zerosome                          | Michael "Lippy" Lippman           |                |
| 2014 | Cesar Chavez                      | Bogdanovich Junior                |                |

### Televisão
| Ano       | Título                                 | Papel                       | Nota                                       |
| --------- | -------------------------------------- | --------------------------- | ------------------------------------------ |
| 1997      | ER                                     | Carl Twomey                 | 1 episódio                                 |
| 1999      | Fantasy Island                         | Cybil Hammond               | 1 episódio                                 |
| 1999      | Wasteland                              | Justin                      | 1 episódio                                 |
| 2000      | Time of Your Life                      | Ethan                       | 1 episódio                                 |
| 2002      | Jeremiah                               | Andrew Kincaid              | 1 episódio                                 |
| 2003      | Carnivàle                              | Harlan Staub                | 1 episódio                                 |
| 2008      | Mad Men                                | Arthur Case                 | 4 episódios                                |
| 2008      | Wolverine and the X-Men                | Bruce Banner                | 1 episódio                                 |
| 2009-2010 | Legend of the Seeker                   | Jovem Zeddicus Zul Zorander | 2 episódios                                |
| 2010-2012 | The Avengers: Earth's Mightiest Heroes | Bruce Banner                | 7 episódios                                |
| 2011-2015 | Revenge                                | Nolan Ross                  |                                            |
| 2015      | The Mysteries of Laura                 | Shane Allen                 | Episódio : "The Mystery of the Locked Box" |
| 2016      | Ray Donovan                            | Jacob Waller                |                                            |
| 2017-2018 | Damnation                              | Martin Eggers Hyde          |                                            |
| 2019      | What/If                                | Gate Scott                  | Elenco Recorrente                          |

### Video Games
| Ano  | Título             | Nota |
| ---- | ------------------ | ---- |
| 2011 | Planet of the Apes | Voz  |